# Mudvayne
Mudvayne je americká metalová kapela založená v roce 1996 v Illinois.

## Historie kapely
Skupina se zformovala v roce 1996. Dohromady ji dali zpěvák Chad Gray, kytarista Greg Tribbett, baskytarista Shawn Barcley a bubeník Matthew McDonaugh. Podle bubeníkova křestního jména vzniklo speciální označení pro styl hudby, který tato kapela hraje. Tento styl se nazývá Math Metal. V roce 1998 ale Barcley kapelu opouští a jeho místo zaujímá současný člen kapely Ryan Martinie.
Prvním počinem kapely se stalo EP Kill I Oughtta vydané v roce 1997. Jsou na něm tři studiové písně a čtyři tzv. živáky, čili písně zahrané na koncertech. Poté podepsali se značkou Epic Records. V roce 1999 pod touto značkou vydali album L.D. 50. V roce 2001 kapela znovuvydala EP Kill I Oughtta pod názvem The Beginning of All Things To End. Rok nato vyšlo druhé full-length album pojmenované The End of All Things to Come. Čekání fanoušků na další album ukončil rok 2005, kdy vyšlo album Lost and Found, píseň Determined se objevila na soundtracku ke hře Need for Speed: Underground 2.

## Členové kapely

### Současní členové kapely
- Chad Gray – zpěv (1996–2010, 2021–dosud)
- Greg Tribbett – kytara (1996–2010, 2021–dosud), zpěv (1996)
- Ryan Martinie – baskytara (1996–2010, 2021–dosud)
- Matthew McDonough – bicí (1996–2010, 2021–dosud)

### Bývalí členové kapely
- Shawn Barclay – baskytara (1996–1998)
- Henno – kytara (objevil se na turné v letech 2003–2004)

Timeline

## Diskografie
- Kill, I Oughtta [EP] (1997)
- L.D. 50 (2000)
- The Beginning of All Things to End (2001)
- The End of All Things to Come (2002)
- Lost and Found (2005)
- By the People, for the People (2007)
- The New Game (2008)
- Mudvayne (2009)

## Singly
- Dig – 2000
- Death Blooms – 2000
- Not Falling – 2002
- World So Cold – 2002
- Determined – 2005
- Happy? – 2005
- Forget to Remember – 2005
- Fall into Sleep – 2005